# دلالة
الدلالة هي كون الشيء بحالة يلزم من العلم به العلم بشيء آخر، والشيء الأول هو الدال، والثاني هو المدلول.
وكيفية دلالة اللفظ على المعنى باصطلاح علماء الأصول محصورة في عبارة النص، وإشارة النص، ودلالة النص، واقتضاء النص.
ووجه ضبطه أن الحكم المستفاد من النظم إما أن يكون ثابتا بنفس النظم، أو لا. والأول، إن كان النظم مسوقا له، فهو العبارة، وإلا فالإشارة، والثاني، إن كان الحكم مفهوما من اللفظ لغة فهو الدلالة، أو شرعا فهو الاقتضاء، فدلالة النص عبارة عما ثبت بمعنى النص لغة لا اجتهادا.
فقوله: لغة، أي يعرفه كل من يعرف هذا اللسان بمجرد سماع اللفظ من غير تأمل، كالنهي عن التأفيف في قوله تعالى ﴿فلا تقل لهما أف﴾، يوقف به على حرمة الضرب وغيره مما فيه نوع من الأذى بدون الاجتهاد.